# 王平 (1968年)
王平（1968年11月—），男，漢族，江蘇無錫人，法學學士，中共中央黨校研究生。1991年7月參加工作，1995年3月加入中國共產黨。现任上海市青浦区委书记。

## 生平
早年從事教育工作，曾任中學教師，後任楊浦區教育局局長、黨委書記，又任上海市市委、市政府信訪辦公室副主任、上海市教育委員會副主任、上海市红十字會副會長。
2017年4月，獲任命為上海市人大常委會副秘書長、辦公室主任。2020年6月，出任上海市教育委員會主任。2023年2月，任上海市人民政府副秘书长。2025年5月26日，任中共上海市青浦区区委书记。